# Phitchaya Sunthonthuam
Phitchaya Sunthonthuam (* 31. August 1999) ist ein thailändischer Sprinter, der sich auf den 400-Meter-Lauf spezialisiert hat.

## Sportliche Laufbahn
Erste internationale Erfahrungen sammelte Phitchaya Sunthonthuam bei den Juniorenasienmeisterschaften 2016 in der Ho-Chi-Minh-Stadt, bei denen er mit der 4-mal-400-Meter-Staffel in 3:11,59 min die Goldmedaille gewann. Damit qualifizierte er sich für die U20-Weltmeisterschaften in Bydgoszcz, bei denen er in 3:10,08 min im Vorlauf ausschied. Bei den Asienmeisterschaften 2017 im indischen Bhubaneswar gewann er mit der Staffel in 3:06,48 min die Bronzemedaille hinter den Mannschaften aus Indien und Sri Lanka. Bei den Südostasienspielen in Kuala Lumpur gewann er Gold mit der Staffel und in 46,46 s Silber im Einzelbewerb hinter dem Philippiner Trenten Beram. Anfang September gewann er bei den Asian Indoor & Martial Arts Games in Aşgabat mit der Staffel in 3:21,21 min die Bronzemedaille hinter Pakistan und Katar und erreichte über 400 Meter das Halbfinale, in dem er mit 51,22 s ausschied. 2018 wurde er bei den Juniorenasienmeisterschaften in Gifu in 47,26 s Vierter und gewann mit der Staffel in 3:09,20 min die Silbermedaille hinter Sri Lanka. Ende August nahm er erstmals an den Asienspielen in Jakarta teil, schied dort mit der Männerstaffel im Vorlauf aus, während er mit der gemischten Staffel in 3:25,80 min den sechsten Platz belegte.
2019 erreichte er bei den Asienmeisterschaften in Doha das Halbfinale, in dem er mit 47,15 s ausschied. Zudem gelangte er mit der Staffel in 3:10,28 min auf Rang vier. Anschließend gelangte er bei der Sommer-Universiade in Neapel bis in das Halbfinale und schied dort mit 47,38 s aus, während er mit der Staffel in 3:06,00 min Rang sechs erreichte. Anfang Dezember gewann er bei den Südostasienspielen in Capas in 46,98 s die Bronzemedaille hinter den Vietnamesen Trần Nhật Hoàng und Trần Đình Sơn. Zudem sicherte er sich mit der Staffel in 3:08,20 min die Silbermedaille hinter Vietnam. 2022 siegte er dann in 3:07,58 min mit der Staffel bei den Südostasienspielen in Hanoi.

## Persönliche Bestleistungen
- 400 Meter: 46,46 s, 24. August 2017 in Kuala Lumpur
  - 400 Meter (Halle): 48,96 s, 18. September 2017 in Aşgabat